# Destroyer, or About How to Philosophize with the Hammer
Destroyer, or About How to Philosophize with the Hammer är det fjärde studioalbumet av norska black metal bandet Gorgoroth. Albumet släpptes 1998 av skivbolaget Nuclear Blast. Albumet återutgavs som 12" vinyl 2006 av Back on Black Records.

## Låtlista
1. "Destroyer" – 3:49
2. "Open the Gates" – 5:29
3. "The Devil, the Sinner and His Journey" – 3:26
4. "Om kristen og jødisk tru" – 4:47
5. "På slagmark langt mot nord" – 5:08
6. "Blodoffer" – 3:19
7. "The Virginborn" – 8:15
8. "Slottet i det fjerne" (Darkthrone-cover) – 3:41

- Text: Tiegs (spår 1, 3, 6), Kronenes (spår 2, 4, 5, 7), Telnes (spår 6), Nagell (spår 8)
- Musik: Telnes (spår 1, 6), Tiegs (spår 2–7), Nagell (spår 8)

## Medverkande
Musiker (Gorgoroth-medlemmar)
- Infernus (Roger Tiegs) – gitarr, basgitarr, trummor, sång, elektronik
- Tormentor (Bjørn Olav Telnes) – gitarr, effekter, alla instrument på spår 8
- Pest (Thomas Kronenes) – sång
- Ares (Ronny Brandt Hovland) – basgitarr
- Gaahl (Kristian Eivind Espedal) – sång
- Vrolok (Erik Hæggernes) – trummor
- T-Reaper (Torgrim Øyre) – sång
- Frost (Kjetil-Vidar Haraldstad) – trummor

Bidragande musiker
- Daimonion (Ivar Bjørnson) – keyboard

Produktion
- Infernus – producent, ljudmix
- Pytten (Eirik Hundvin) – ljudtekniker
- Peter Tägtgren – ljudmix
- Gaahl – ljudmix
- Kay A. Berg – foto